# Socrate Scolastico
Socrate Scolastico (in latino Socrates Scholasticus; Costantinopoli, 380/390 – Costantinopoli, 439/450) è stato un teologo e storico romano.

## Biografia
L'epiteto "Scolastico" deriva dal titolo di σχολαστικός (cioè "uomo di lettere", "studioso", ma anche "giurista") attribuitogli dalla versione armena della sua opera e da uno dei manoscritti greci della stessa.
Le notizie pertinenti la vita di Socrate Scolastico sono poche e sono ricavate dalla sua stessa opera. Nacque a Costantinopoli, dove trascorse tutta la sua vita, anche se nulla esclude la possibilità che se ne sia allontanato. Appartenne ai novaziani, una setta scismatica su posizioni rigoriste.
Esercitò l'avvocatura a Costantinopoli; cita Elladio e Ammonio come suoi γραμματικοί (maestri), che sarebbero stati cacciati dalla città dopo il 391 in quanto pagani.
La data della sua morte si colloca tra il 439, l'ultimo anno di cui scrive, ed il 450, data della morte dell'imperatore Teodosio II, a cui fa sempre riferimento come ad un vivente.

## Opera
L'unica opera di Socrate Scolastico conosciuta è la sua Historia ecclesiastica, che è concepita e stesa come una prosecuzione dell'opera omonima di Eusebio di Cesarea. Copre un arco di tempo che va dal regno di Costantino I  fino a Teodosio II, giungendo all'anno 438. L'opera è divisa in sette libri: ciascun libro corrisponde al regno di uno o due imperatori.
Socrate revisionò il trattato una volta, nel corso della sua vita, ed è questa versione che è stata tramandata.
Socrate scolastico è, insieme a Sozomeno e Teodoreto di Cirro, uno dei tre continuatori della Storia ecclesiastica di Eusebio.